# William Power
William Steven Power (n. 1 martie 1981, Toowoomba, Queensland, Australia) este un pilot de curse care participă în IndyCar din sezonul 2008.

## Cariera în IndyCar
| Sezon | Echipă               | Puncte | Loc clasament general |
| ----- | -------------------- | ------ | --------------------- |
| 2008  | KV Racing Technology | 331    | 12                    |
| 2009  | Team Penske          | 215    | 19                    |
| 2010  | Team Penske          | 597    | 2                     |
| 2011  | Team Penske          | 555    | 2                     |
| 2012  | Team Penske          | 465    | 2                     |
| 2013  | Team Penske          | 498    | 4                     |

## Legături externe
Materiale media legate de William Power la Wikimedia Commons